# Ситник розлогий
Си́тник розло́гий (Juncus effusus) — багаторічна рослина родини ситникових.

## Опис
Трав'яниста рослина, яка має густо-дернисте повзуче кореневище. Стебла циліндричні, міцні, гладенькі (в сухому стані тонко-борозенчасті), зелені, 50—120 см заввишки, при основі обгорнуті ясно-бурими безлистими піхвами, всередині суцільно виповнені (без перетинок), після маленької перемички витягнуті (без особливо помітного розширення) в довгий (15—25 см) гострий трубчастий приквітковий листок. Квітки правильні, одиничні, на видовжених квітконосах, зібрані в розлогу волоть; оцвітина віночкоподібна, з шести лінійно-ланцетних, гострих, зеленуватих, злегка іржасто-обведених, по краях вузько-перетинчастих листочків, розміщених двома колами. Плід — обернено-яйцювата, бурувата, з полиском коробочка. Цвіте у червні—липні.

## Поширення
У природних умовах ситник розлогий поширений в Європі, Азії, Африці, Північній Америці та Південній Америці. Завезений та натуралізований в Австралії, на Мадагаскарі та багатьох океанічних островах.
В Україні росте на Поліссі по болотах, болотистих лісах і луках, на берегах річок і водойм; у Лісостепу і степу — по піскуватих терасах річок.

## Заготівля і зберігання
Для медичних потреб використовують кореневища рослини, які заготовляють восени й використовують свіжими (в гомеопатії) або сушать. Рослина неофіцинальна.

## Хімічний склад
У кореневищах рослини є дубильні речовини й розчинні силікати.

## Фармакологічні властивості і використання
У народній медицині ситник додають до чаїв, що рекомендуються при нирковокам'яній хворобі. У поєднанні з іншими лікарськими рослинами його використовують при запаленні сечового міхура. Як додатковий компонент ситник входить до складу деяких комплексних закордонних препаратів, використовуваних при розладах травлення, хворобах печінки і жовчного міхура. У гомеопатії із свіжих кореневищ одержують есенцію, яку додають до засобів, застосовуваних при утворенні каменів у сечових шляхах.